# Arthur Lyon Bowley
Arthur Lyon Bowley (Bristol, 6 de novembro de 1869 – Surrey, 21 de janeiro de 1957) foi um estatístico e economista inglês, que trabalhou com estatística econômica e foi pioneiro no uso da técnica de amostragem em pesquisa social.

## Publicações principais de A.L. Bowley
- A Short Account of England's Foreign Trade in the Nineteenth Century, 1893.
- Wages and Income in the United Kingdom Since 1860, 1900.
- Elements of Statistics, 1901. (4th edition in 1920)
- An Elementary Manual of Statistics, 1909.
- Livelihood and Poverty: a study in the economic conditions of working-class households, with A.R. Bennett-Hurst, 1915.
- The Division of the Product of Industry, 1919
- The Mathematical Groundwork of Economics, 1924.
- Has Poverty Diminished?  with M.Hogg, 1925.
- Measurement of Precision attained in Sampling, Bulletin de l'Institut International de Statistique,(1926) 22, Suppl. to Book 1, 1–62. Gallica (after p. 451)
- The National Income 1924 with J. Stamp, 1927.
- Bilateral Monopoly, 1928, Economic Journal.
- F. Y. Edgeworth's Contributions to Mathematical Statistics, 1928.
- New Survey of London Life and Labour, 1930–35.
- Family Expenditure with R.G.D. Allen, 1935.
- Three Studies in National Income, 1939.